# Orthodusičnany

Rezonanční struktury orthodusičnanového iontu

Orthodusičnany jsou solemi kyseliny orthodusičné, ionty orthodusičnanů mají vzorec NO 3-
4 . Poprvé byly identifikovány v roce 1977 a aktuálně známé jsou pouze dvě jejich sloučeniny: orthodusičnan draselný (K3NO4) a sodný (Na3NO4). Kyselina orthodusičná, od které jsou orthodusičnany (H3NO4) odvozeny, nebyla nikdy pozorována. Známé orthodusičnany mohou být připraveny tavením dusičnanu prvku a jeho oxidu za vysoké teploty a ideálně vysokého tlaku (několik GPa) po dobu 3 dní:
{\displaystyle {\ce {NaNO3 + Na2O ->[{300 °C}] Na3NO4}}}
Výsledné orthodusičnany jsou bílé pevné látky, které jsou citlivé na vlhkost a oxid uhličitý, po vystavení vzduchu se během několika minut rozkládají na dusičnan prvku a hydroxid či uhličitan prvku:
Na3NO4 + CO2 → NaNO3 + Na2CO3
Na3NO4 + H2O → NaNO3 + 2 NaOH
Orthodusičnanový ion je tetraedrického tvaru s délkou vazby mezi kyslíkem a dusíkem 139 pm. 